# Bryoptera discata
Bryoptera discata là một loài bướm đêm trong họ Geometridae.